# Крешимир Багич
Крешимир Багич (хорв. Krešimir Bagić) — хорватський поет, літературний критик, редактор, стиліст, літературознавець. Доктор наук, стипендіат Хорватської академії наук і мистецтв. Обіймає посаду завідувача кафедри стилістики факультету гуманітарних і соціальних наук Загребського університету.

## Життєпис
Крешимир Багич народився 16 січня 1962 року в місті Градіште, що знаходиться на сході Хорватії, у регіоні Славонія. Початкову освіту здобув у рідному місті, а середню школу закінчив у Жупанії . Після цього вступив на філософський факультет Загребського університету, де вивчав хорватську мову та літературу . 
У 1991 році він захистив магістерську дисертацію з лінгвістики та поетичного тексту, а в 1995 році здобув докторський ступінь, досліджуючи стилістичні та генеалогічні аспекти полемічного тексту . 
З 1989 року розпочав свою кар’єру як аспірант кафедри стилістики Загребського університету . У 1991 році, після завершення навчання, отримав посаду асистента, а в 1999 році став доцентом . У 2009 році йому було присвоєно звання професора. З 2015 року і до сьогодні очолює кафедру стилістики факультету гуманітарних і соціальних наук Загребського університету .
У 1996-1999 роках Багич викладав хорватську мову в паризькому університеті Сорбонна . У 2005 році він очолив Загребську славістичну школу — міжнародний семінар з хорватської літератури для іноземних славістів, заснований у 1970 році та організований у місті Дубровник.

## Творчість
Крешимир Багич пише поетичні, наукові, літературно-критичні та есеїстичні твори . Він публікує вірші з кінця 1980-х років і є автором численних поетичних збірок, як індивідуальних, так і створених разом з іншими поетами. Його перша поетична збірка «Кожна буква - повія» («Svako slovo je kurva») (1988), сформована у співпраці з письменником Борисом Грегоричем, є добіркою гумористичних віршів і мовних ігор під впливом неоавангарду. Цей стиль знайшов відображення і в його подальшій творчості, де він поєднує модерністську лірику з авангардними тенденціями сучасної хорватської поезії .
Багич активно використовує тему футболу у своїй поезії, розглядаючи її як метафоричний простір, що допомагає долати культурні та фізичні межі. Ця тема стала для нього новаторською та не мала аналогів у хорватській поезії. У його творах футбол виступає засобом дослідження протиставлень — особисте і колективне, внутрішнє і зовнішнє, конкретне і абстрактне. Він також використовує образ пінгвінів як символічних персонажів, що діють як метафора єдності та однаковості .
Багич брав участь у поетичних заходах у Хорватії та за кордоном, серед яких: Весна Горана (Goranovo proljeće), Струзькі вечори поезії (Struške večeri poezije), Сараєвські дні поезії (Sarajevski dani poezije), Поетичний ринок (Marché de la poésie) у Парижі, Голос Середземномор'я (Voix de la Méditerrannée) у Лодеві та інші . 
Його вірші та професійні тексти перекладені понад 20 мовами, серед яких французька, англійська, німецька, італійська, українська, голландська, чеська, словенська, шведська, угорська, польська, гінді та інші. Деякі з його творів були перекладені з хорватської на польську письменницею та перекладачкою Луцією Данілевською у її антології «Живе джерело» («Żywe żródło») .

## Редакторська та публіцистична діяльність
Ще під час навчання в університеті Багич почав писати критичні статті та поезію. У 1980-х роках він працював редактором літературних журналів Quorum, Zrcalo, Croatica Nova та Hrvatski , а також студентського тижневика Studentski list і програм Bibliovizor . У 1990-1995 роках був редактором літературних передач Хорватського радіотелебачення у збірці «Словник третьої програми» («Rječnik Trećeg programa») , а у 1999-2002 роках вів авторську колонку в газеті Jutarnji list, яка згодом була видана окремою книгою «Видалений простір» («Brisani prostor») . Він редагував бібліотеку Palimpsest у видавництві Disput , очолював секцію теорії літератури у Хорватському філологічному товаристві та працював кореспондентом Sportske novosti на чемпіонаті світу у Франції . З 2021 року є членом Слов’янських літературно-мистецьких академій . Багич також керує порталом Stilistika org. У 2022 році він став дійсним членом Хорватської академії наук і мистецтв, а також отримав премію Тіна Уєвича від Асоціації хорватських письменників за збірку «Підводні човни» («Ponornice») . Кілька разів він стежив за подіями на хорватській сцені, опублікувавши близько 400 критик, рецензій та есеїв.
Крешимир Багич є автором і редактором понад 30 книг, антологій та наукових праць, опублікував низку есеїв і досліджень, присвячених хорватській літературі . Він підготував цифрові видання стилістичних основ класиків хорватської літератури та упорядкував антологію сучасного хорватського оповідання «Голе місто» («Goli grad»). Його збірка поезій «Гойдається пальма» («Le palmier se balance») (2003) була видана у французькому видавництві Editions Caractères у перекладі М. Андрашиєвича. 
Багич є автором чотирьох науково-есеїстичних книжок  – «Чотири виміри сумніву» («Četiri dimenzije sumnje») (1988), «Живі мови» («Živi jezici») (1994), «Мистецтво суперечки» («Umijeće osporavanja») (1999) та «Чи треба писати так, як пишуть хороші письменники?» («Treba li pisati kako dobri pisci pišu») (2004) – а також збірки «Важливо мати стиль» («Važno je imati stila») (2002) та «Викинь стиль за двері, він повернеться з вікна» («Bacite stil kroz vrata, vratit će se kroz prozor») (2006); 

### Поезія
●    «Кожна буква - повія» («Svako je slovo kurva») із Борисом Грегоричем, (видавництво IGK, Загреб, 1988);
●    «Між двох сильних димів» («Između dva snažna dima») (видавництво RZ RK SSOH, Загреб, 1989);
●    «Корона» («Krošnja») (видавництва Naklada MD / Meandar, Загреб, 1994);
●    «Плющ» («Bršljan») (видавництво Meandar, Загреб, 1996);
●    «Мова для кожної відстані» («Jezik za svaku udaljenost») (видавництво Naklada MD, Загреб, 2001);
●    «Гойдається пальма» («Le palmier se balance») (видавництво Editions Caractères, Париж, 2003);
●    «У напівтемряві передмістя» («U polutami predgrađa») (видавництво Disput, Загреб, 2006);
●    «Стіни треба зруйнувати» («Trebalo bi srušiti zidove») (видавництво Disput, Загреб, 2011);
●    «Чи лякає тебе мій колір» («Plaši li te moja boja») (видавництво Meandar, Загреб, 2013);
●    «Хто кидає крихти хліба, гуляючи лісом» («Tko baca mrvice kruha dok hoda šumom») (видавництво Éditions la Casa de cartón, Ренн, 2016);
●    «Підводні човни» («Ponornice») (видавництво Meandar, Загреб, 2021).

### Документальна література
●    «Чотири виміри сумніву» («Četiri dimenzije sumnje») (видавництво Quorum, Загреб, 1988);
●    «Живі мови» («Živi jezici») (видавництво Naklada MD, Загреб, 1994);
●    «Мистецтво суперечки» («Umijeće osporavanja») (видавництво Naklada MD, Загреб, 1999);
●    «Видалений простір» («Brisani prostor») (видавництво Meandar, Загреб, 2002);
●    «Чи треба писати так, як пишуть хороші письменники?» («Treba li pisati kako dobri pisci pišu») (видавництво Disput, Загреб, 2004);
●    «Словник стилістичних фігур» («Rječnik stilskih figura») (видавництво Školska knjiga, Загреб, 2012);
●    «Вступ до сучасної хорватської літератури» («Uvod u suvremenu hrvatsku književnost») (видавництво Školska knjiga, Загреб, 2016);
●    «Вид з Дубрави» («Pogled iz Dubrave») (видавництво Matica hrvatska, Загреб, 2017);
●    «Республіка вірша» («Republika stiha») (видавництво Matica hrvatska, Загреб, 2023);
●    «Фігури і стилі» («Figure i stilovi») (видавництво Meandar, Загреб, 2023).

### Редагування
●    «Словник третьої програми» («Rječnik Trećeg programa») (видавництво HRT, Загреб, 1995);
●    «Листоноші світлого сну» («Poštari lakog sna») (видавництво Naklada MD, Загреб, 1996);
●    «Важливо мати стиль» («Važno je imati stila») (видавництво Disput, Загреб, 2003);
●    «Голе місто — антологія хорватського оповідання 80-90-х років» («Goli grad — antologija hrvatske kratke priče 80-ih i 90-ih» (видавництво Naklada MD, Загреб, 2003);
●    «Викинь стиль за двері, він повернеться з вікна» («Bacite stil kroz vrata, vratit će se kroz prozor») (видавництво Naklada MD, Загреб, 2006); 
●    «Інжири із солі: вибрані вірші» («Smokve od soli: Izabrane pjesme») (видавництво Meandar, Загреб, 2009).
●    «Лексикон хорватських літературознавців» («Leksikon hrvatskih književnih kritičara») (видавництво Matica hrvatska Ðakovo, 2012);
●    «Мова в художній літературі. Письменники про мову і стиль» («Jezik in fabula. Pisci o jeziku i stilu») (видавництво Stilistika, Загреб, 2017);
●    «Мова в художній літературі. Збірка праць» («Jezik in fabula: zbornik radova») (видавництво Stilistika, Загреб, 2017);
●     «Хорватська стилістика» («Hrvatska stilistika») (видавництво Stilistika, Загреб, 2019);
●    «Поезія. Століття хорватської літератури» («Poezija. Stoljeća hrvatske književnosti») (видавництво Matica hrvatska, Загреб, 2020);
●    «Звук і рух у мові» («Zvuk i pokret u jeziku») (видавництво Stilistika, Загреб, 2020); 
●    «Що бачив Йосип Север?» («Što je vidio Josip Sever») (видавництво Matica hrvatska, Загреб, 2022).

## Нагороди
●    1988 — Премія Ivan Goran Kovačić за збірку поезії «Svako je slovo kurva».
●    2000 — Премія щоденної газети La Provence за поему «Marseille».
●    2002 — Премія Julije Benešić за книгу «Brisani prostor».
●    2003 — Премія Julije Benešić за літературно-критичну діяльність.
●    2010 — Премія Dobriša Cesarić за книгу поезій «Trebalo bi srušiti zidove».
●    2011 — Премія Duhovno hrašće за збірку «Trebalo bi srušiti zidove».
●    2012 — Державна премія в галузі науки за словник «Rječnik stilskih figura». 
●    2015 — Премія Kiklop за наукову книгу року «Rječnik stilskih figura».
●    2015 — Щорічна премія філософського факультету за словник «Rječnik stilskih figura».
●    2016 — Премія Josip i Ivan Kozarac за наукову роботу.
●    2021 — Премія Zvonko Milković за збірку «Ponornice».
●    2021 — Премія Tin Ujević за збірку «Ponornice».
●    2023 — Премія Julije Benešić за книгу «Republika stiha». 